# Vereinigte Staatsschulen für freie und angewandte Kunst
Die Vereinigten Staatsschulen für freie und angewandte Kunst in Berlin-Charlottenburg waren eine Kunsthochschule und bestanden von 1924 bis 1939. Aus der Fusion der Hochschule für die Bildenden Künste mit der Unterrichtsanstalt des Kunstgewerbemuseums hervorgegangen, waren die Vereinigten Staatsschulen (VS) von der Aufbruchstimmung der Weimarer Zeit und von Gedanken des Deutschen Werkbunds geprägt. Die VS standen bis 1933 für reformerische, praxisnahe Lehrmodelle und künstlerische Weltoffenheit. „Freies“ Kunstschaffen, reproduzierendes Kunsthandwerk und Architektur wurden unter einem Dach und zum Teil in gemeinsamen Klassen gelehrt und der gegenseitige Austausch der Studierenden gefördert. Gründungsdirektor war der Architekt, Karikaturist und Designer Bruno Paul.

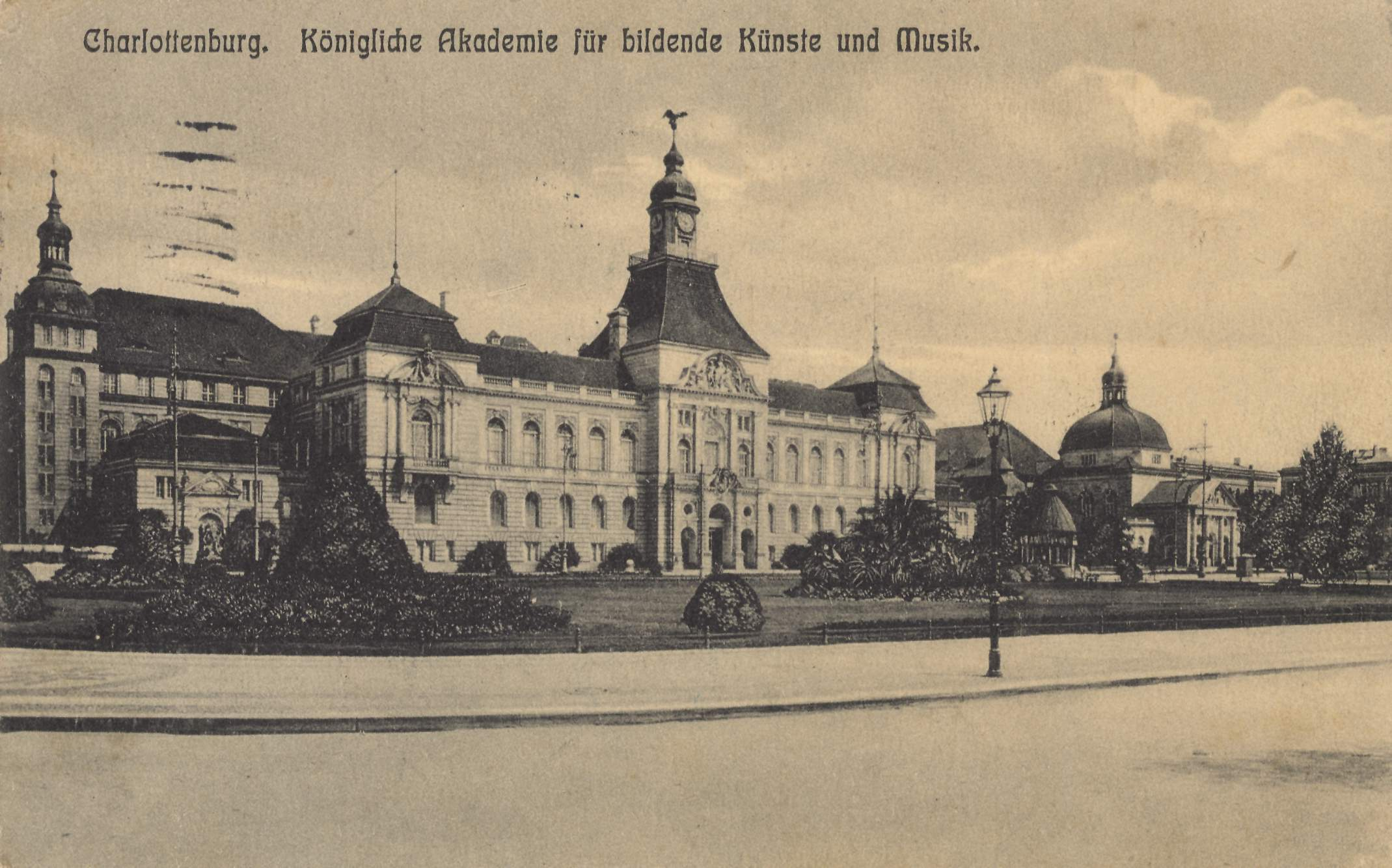
Späterer Sitz der VS in Berlin-Charlottenburg, Hardenbergstraße 33 (1914), heute: Universität der Künste

## Geschichte
Bereits 1919 hatte der Direktor der Unterrichtsanstalt, Bruno Paul, die „Zusammenlegung der gesamten Künstlerausbildung, sowohl für die ‚freien’ als auch für die ‚angewandten’ Künste in der Einheitskunstschule für Architektur, Plastik und Malerei“ angeregt. Das wurde ab 1924 an den Vereinigten Staatsschulen konsequent umgesetzt. Die Fusion entsprach der staatlichen Sparpolitik und war zugleich Bestandteil von Reformen, die der kunstgewerblichen Richtung zu mehr Anerkennung und engerer Verknüpfung mit den akademischen Fächern verhelfen sollten.
Um 1930 waren an den VS etwa 300 Studierende eingeschrieben, die neben einer Schwerpunkt-Abteilung (Freie oder Angewandte Kunst oder Baukunst) gemeinsame Klassen und Werkstätten besuchten, so z. B. Kunstgeschichte, Zeichnen, Schrift, Anatomie, Perspektive, Malerei, Druck. Ähnlich strukturiert waren beispielsweise die damalige Badische Landeskunstschule Karlsruhe, die Kölner Werkschulen oder das Bauhaus: Der Widerspruch zwischen Kunst und Handwerk sollte überwunden werden und die Kunst stärker in den Alltag der Bevölkerung Eingang finden.
Im heute noch als Hochschulbau genutzten Haus Hardenbergstraße 33 am Steinplatz in Berlin-Charlottenburg gab es ein reges Kulturleben. Eine Studierendenvertretung organisierte Ausstellungen und Benefizveranstaltungen für bedürftige Studienkollegen, dazu gehörten spektakuläre Kostümfeste („Zinnober“) und Weihnachtsmessen. Manches aufstrebende Talent kam durch Mitarbeit in Projekten der Professoren und durch Gewährung eines Meisterateliers zu Ansehen und ersten Aufträgen. Heute am bekanntesten dürften sein: Fritz Cremer (Meisterschüler bei Wilhelm Gerstel, Schöpfer des Buchenwald-Denkmals) und Felix Nussbaum (expressionistischer Maler, Meisterschüler bei Hans Meid, ermordet 1944 in Auschwitz).
Expressionismus, Surrealismus, Kubismus und Neue Sachlichkeit gewannen aus Kreisen der VS wesentliche Impulse. Die politischen Konflikte der Weimarer Republik hinterließen an der Hochschule ebenso Spuren wie der schon in den 1920er Jahren aufkommende Antisemitismus. Wegen seines Versuchs, den (jüdischen) Grafiker Lucian Bernhard zu berufen, wurde Direktor Bruno Paul 1932 selbst als „Jude“ angeprangert.
Mit Einverständnis des Kultusministers legte Bruno Paul sein Amt als Direktor am 31. Dezember 1932 nieder. Pauls Nachfolger wurde Hans Poelzig, der wiederum am 1. Mai 1933 vom NS-Funktionär Max Kutschmann abgelöst wurde. Kutschmann zerschlug die Strukturen der Weimarer Zeit und sorgte dafür, dass bis 1936 jüdische und regimekritische Lehrkräfte entlassen wurden. 1939 erfolgte die Umstrukturierung zur Staatlichen Hochschule für bildende Künste, 1945 die Neugründung als Hochschule für bildende Künste. 1975 wurde daraus – durch Fusion mit der Musikhochschule und der Hochschule für darstellende Künste – die Hochschule der Künste (HdK), aus dieser im Jahr 2001 die heutige Universität der Künste Berlin (UdK).

## Direktoren
- 1924–1932: Bruno Paul
- 1933: Hans Poelzig (kommissarisch)
- 1933–1943: Max Kutschmann

## Bekannte Lehrkräfte
- Karl Blossfeldt
- Ernst Böhm
- Arno Breker
- Wilhelm Büning
- Otto D. Douglas-Hill
- Lore Feininger
- Herbert Gericke
- Wilhelm Gerstel
- Ludwig Gies
- Alfred Grenander
- Oskar Hermann Werner Hadank
- Gustav Hilbert
- Karl Hofer
- Max Kaus
- Elisabeth Keimer
- César Klein
- Fritz Klimsch
- Franz Lenk
- Hans Meid
- Emil Orlik
- Hans Orlowski
- Bruno Paul
- Waldemar Raemisch
- Walter Reger
- Oskar Schlemmer
- Edmund Schaefer
- Edwin Scharff
- Bruno Ernst Scherz
- Karl-Tobias Schwab
- Ferdinand Spiegel
- Adolf Strübe
- Heinrich Tessenow
- Alfred Vocke
- Kurt Wehlte
- Emil Rudolf Weiß
- Winfried Wendland
- Erich Wolfsfeld
- Herbert Zeitner

## Bekannte Schülerinnen und Schüler (Auswahl)
- Hermann Blumenthal
- Josefthomas Brinkschröder
- Cay-Hugo von Brockdorff
- Hilde Broër
- Annette Caspar
- Fritz Cremer
- Paul Eick[4]
- Hans Fähnle
- Hans Fischer-Schuppach
- Otto Gerster
- Waldemar Grzimek
- Katrine Harries
- Bernhard Heiliger
- Alfred Kitzig
- Ida Köhne
- Magdalena Kreßner
- Lotte Laserstein
- Hanna Nagel
- Ernst Wilhelm Nay
- Felix Nussbaum
- Herbert Ortel
- Anna Richter
- Charlotte Salomon
- Erna Schmidt-Caroll
- Erich Schönfeld
- Gretel Schulte-Hostedde
- Elisabeth Schumacher
- Kurt Schumacher
- Will Schwarz
- Gustav Seitz
- Lieselotte Strauß
- Elsa Thiemann

## Veröffentlichungen (Auswahl)
- Ausstellung von Meister- und Schülerarbeiten aus keramischen Lehr- und Versuchswerkstätten, in den Vereinigten Staatsschulen für freie und angewandte Kunst. Hrsg. von Nicola Moufang; Deutsche Keramische Gesellschaft. Edler & Krische, Hannover / Berlin 1927. 73 S., Abb.
- Glas und Metall als Baustoff – Glas als Instrument, Gebrauchsgegenstand, Dekorationsmittel – Ausstellung der Arbeitsgemeinschaft für Deutsche Handwerkskultur verbunden mit der Sonderausstellung „Die neue Küche“ der Architektenvereinigung „Der Ring“ in den Vereinigten Staatsschulen für freie und angewandte Kunst, Berlin-Charlottenburg. Hrsg. von Ernst Böhm; Arbeitsgemeinschaft für Deutsche Handwerkskultur. Berlin 1929. 56, 19, 8 S.